# Sant Martí
Le district de Sant Martí est l'un des dix districts (district n° X) de la ville de Barcelone (Catalogne). Il accueille notamment le port olympique de Barcelone, construit à l'occasion des Jeux Olympiques de 1992.
Il est le deuxième district le plus peuplé de Barcelone avec 232 000 habitants (en 2009), le quatrième par sa superficie (10,6 km2).

## Localisation
Le district est situé au nord-est de la ville et longe la mer.

Localisation du district de Sant Martí dans Barcelone.

## Quartiers
Avant 2006, le district était divisé en cinq zones à des fins statistiques et pratiques : au nord la Verneda el Clot-Camp de l'Arpa à l'ouest, Fort Pienc ou Parc (à cause de sa proximité avec le Parc de la Ciutadella) au sud, Poblenou dans le centre et le Barrio del Maresme Besòs vers l'est.
La proposition soumise par le conseil de la ville et officialisée en 2006 prenant pour emblème La Barcelona dels barris (« La Barcelone des quartiers ») vise le réaménagement des dix districts et des trente-quatre domaines statistiques.
Ainsi Sant Martí est aujourd'hui composé des dix quartiers suivants : El Camp de l'Arpa del Clot, El Clot, El Parc i la Llacuna del Poblenou, La Vila Olímpica del Poblenou, Poblenou, Diagonal Mar et Front Maritime du Poblenou, El Besòs i el Maresme, Provençals del Poblenou, Sant Martí de Provençals et La Verneda i la Pau.

Les dix quartiers de Sant Martí.

## Archéologie
- Zone archéologique de la Sagrera

## Personnalités liées au district
- Narcís Monturiol i Estarriol (1819-1885), homme politique et savant, inventeur des sous-marins Ictíneo I etIctíneo II, mort à Sant Martí de Provençals[2].

## Lieux de mémoire
- Le mémorial du Camp de la Bota, où fut fusillée notamment la femme politique Carme Claramunt par les nationalistes espagnols en 1939[3];
- Le monument Fraternitat, Als fusillats al Camp de la Bota de Miquel Navarro;
- Le monument Parapet aux exécutées et exécutés, de Francesc Abad[4].

## Architecture
- Parc del Fòrum, œuvre de l'architecte catalan Josep Antoni Acebillo i Marín, dont la zone de baignade est aménagée par l'architecte catalane Beth Galí[5];
- Parc del Centre del Poblenou, œuvre de l'architecte français Jean Nouvel[6].

## Art urbain
- Aquí hay tomate, installations d'Eulàlia Valldosera pour le Forum universel des cultures (2004), devenues attractions touristiques.